# Bánh mì

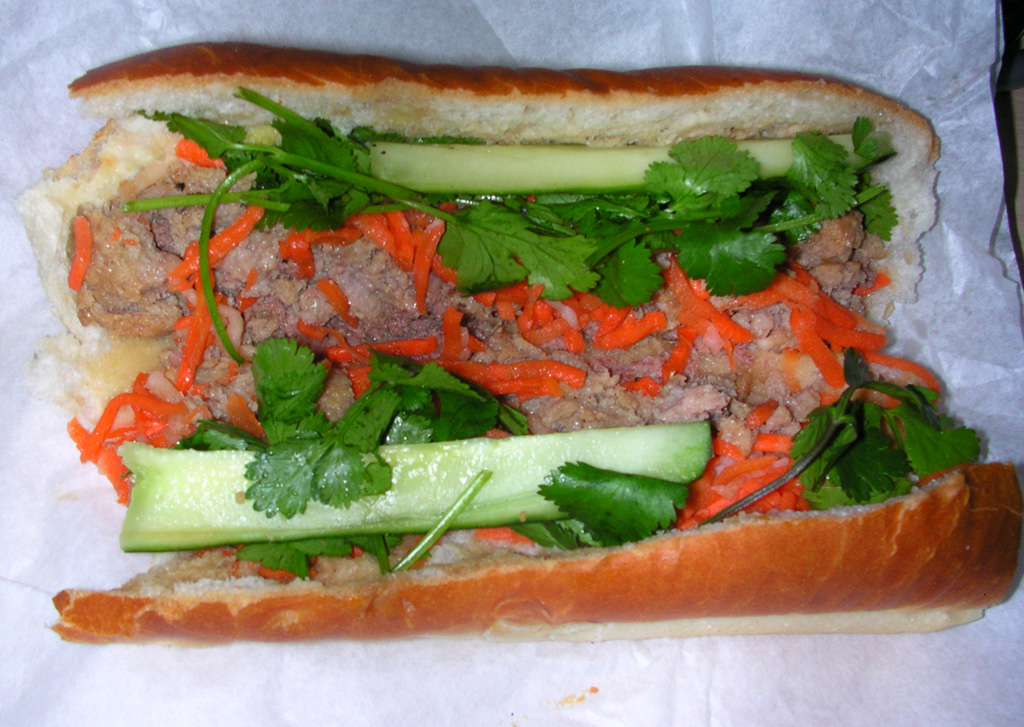
Bánh mì z pokruszonymi kulkami mięsnymi

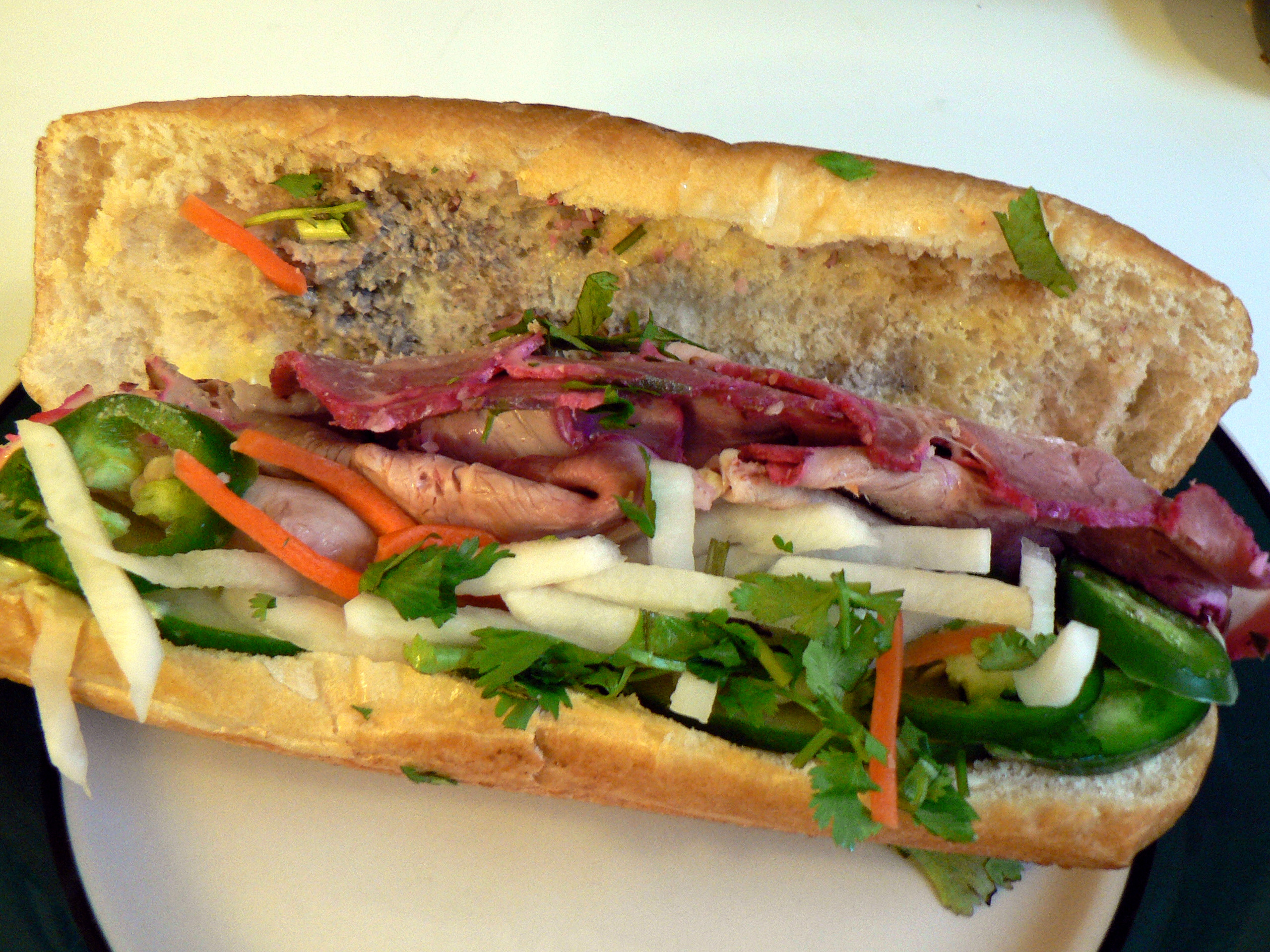
Bánh mì z wieprzowiną i cebulą

Bánh mì (wymowa: [ʔɓajŋ̟˧˦ mi˨˩])– rodzaj wietnamskiej nadziewanej bagietki, wytwarzanej przy użyciu mąki pszennej i ryżowej. Czasem pieczywo ma formę tosta.
Bułkę przekrawa się wzdłuż (na podobieństwo hot-doga) i wypełnia nadzieniem w postaci kiszonej marchwi, rzodkwi japońskiej, ogórka, papryczek chili, kolendry, pasztetu, majonezu, tofu oraz innych składników, według uznania sporządzającego kanapkę. Oprócz warzyw, ważnymi składnikami są komponenty mięsne, np. grillowana wieprzowina, giò lụa (kiełbaski wietnamskie), kurczak, ser lub szynka. Nazewnictwo odmian bánh mì jest uzależnione od kluczowego składnika, definiującego smak, np.:
- bánh mì gà: z kurczakiem,
- bánh mì trứng: z jajecznicą,
- bánh mì bì: z pokrojoną skórą wieprzową,
- bánh mì thịt nướng: z grillowaną wieprzowiną,
- bánh mì xíu mại: z krojonymi klopsikami mięsnymi.

Jak wiele dań kuchni wietnamskiej, tak i to jest fuzją upodobań azjatyckich i europejskich (zwłaszcza francuskich).